# Alexis Canelo
Alexis Pedro Canelo (* 3. Februar 1992 in San Miguel de Tucumán) ist ein argentinischer Fußballspieler, der im offensiven Mittelfeld und im Angriff eingesetzt wird.

## Laufbahn
Canelo begann seine Profikarriere beim Club Almirante Brown, für den er von 2011 bis 2014 spielte. 2015 folgte ein Jahr beim Quilmes AC. Im Januar 2016 wechselte er nach Mexiko zu Chiapas FC. Die Saison 2016/17 verbrachte er beim Club Puebla, bevor er 2017 zu Deportivo Toluca ging. Im Torneo Guard1anes 2021, dem Rückrundenturnier (Clausura) der Saison 2020/21, wurde Canelo mit 11 Treffern Torschützenkönig der Liga MX. Nach einem Jahr beim Club Tijuana schloss er sich im Sommer 2023 Independiente an. Im Januar 2025 wechselte er zu CA Lanús.

## Erfolge
- Torschützenkönig der Liga MX: Clausura 2021 (mit Deportivo Toluca)